# Lunca Leșului
Lunca Leșului falu Romániában, Beszterce-Naszód megyében. Közigazgatásilag Les községhez tartozik.
A község központjától, Lestől 6,1 kilométer távolságra található. Az odavezető DJ 172C megyei utat 2014-ben visszaminősítették községi úttá, abban a reményben, hogy a felújítását európai forrásokból tudják finanszírozni.
Az 1950-es évekig Les része volt. Az 1956-os népszámláláskor már külön falunak jegyezték 741 lakossal, 1966-ban 867, 1977-ben 1358, 1992-ben 1339, 2002-ben 1216 lakosa volt, mind románok.
A községi tanács 2008-ban hozott döntést a csatornázás bevezetéséről és egy óvoda építéséről.